# Luisa Massarani
Luisa Massarani é uma jornalista de ciência e pesquisadora da divulgação científica brasileira. É pesquisadora no Núcleo de Estudos da Divulgação Científica do Museu da Vida, da Casa de Oswaldo Cruz da Fundação Oswaldo Cruz, e coordenadora do portal latinoamericano SciDev.Net. É também diretora-executiva da Rede de Popularização da Ciência e da Tecnologia na América Latina e no Caribe (RedPOP), que recebe apoio da Unesco.
Em 2016, foi agraciada com o Prêmio José Reis de Divulgação Científica. O prêmio foi-lhe concedido, na justificativa da comissão avaliadora, "considerando a qualidade e a relevância dos trabalhos, a experiência e a trajetória profissional, e em reconhecimento à sua contribuição em prol da divulgação e popularização da ciência, tecnologia e inovação". Em 2015, recebeu o Prêmio Mercosul de Ciência e Tecnologia, em virtude de sua atuação na criação de uma rede de comunicadores e pesquisadores de comunicação científica na América Latina.
Em entrevista, em 2004, Massarani definiu o papel do jornalismo científico, um de seus temas de pesquisa: "O jornalista não é um tradutor [para o leigo do discurso científico]: ele é um profissional que tem a imensa tarefa de instigar o debate, de forma inteligente e crítica, sobre temas de ciência e a tecnologia, em particular quando suas aplicações têm impacto importante na sociedade".

## Formação
Massarani formou-se em jornalismo na Pontifícia Universidade Católica do Rio de Janeiro em 1987. É mestra em Ciência da Informação pelo Instituto Brasileiro de Informação em Ciência e Tecnologia (1988) e doutora em Gestão, Educação e Difusão em Biociências pela Universidade Federal do Rio de Janeiro (2001). Fez pós-doutorado na University College London (2013).

## Atuação profissional
Em sua atuação no Museu da Vida, desenvolve atividades para aperfeiçoar a especialização e jornalismo e divulgação científica. No SciDev.Net AL, escreve conteúdo jornalístico sobre ciência e tecnologia na América Latina e busca fomentar a atividade do jornalismo científico no continente.
Massarani trabalhou por doze anos nas revistas Ciência Hoje e Ciência Hoje das Crianças.
Em 2009 liderou o grupo que criou o Curso de Especialização em Divulgação da Ciência, da Tecnologia e da Saúde (lato sensu), localizado no Museu da Vida/Casa de Oswaldo Cruz/Fiocruz, em parceria com Casa da Ciência/UFRJ, Fundação Cecierj, Museu de Astronomia e Ciências Afins e Jardim Botânico. E em 2016, criaram o Mestrado Acadêmico em Divulgação da Ciência, Tecnologia e Saúde da Casa de Oswaldo Cruz - Fiocruz também em parceria com UFRJ, Fundação Cecierj, Museu de Astronomia e Ciências Afins e Jardim Botânico.
Coordena o Mestrado Acadêmico em Divulgação da Ciência, Tecnologia e Saúde da Casa de Oswaldo Cruz - Fiocruz e o Instituto Nacional de Comunicação Pública em Ciência e Tecnologia (INCT-CPCT), sediado na Fundação Oswaldo Cruz.
Orienta alunos de doutorado e mestrado em quatro cursos: Curso de Pós-Graduação em História da Ciência e da Saúde da Casa de Oswaldo Cruz/Fiocruz, Curso de Pós-Graduação em Ensino em Biociências e Saúde no Instituto Oswaldo Cruz/Fiocruz, Instituto de Bioquímica Médica da Universidade Federal do Rio de Janeiro e Mestrado Acadêmico em Divulgação da Ciência, Tecnologia e Saúde da Casa de Oswaldo Cruz - Fiocruz.

## Livros
- Ciência e público: caminhos da divulgação científica no Brasil (2002), com Ildeu de Castro Moreira, organização
- O pequeno cientista amador - a divulgação científica e o público infantil (2005)
- Ciência & Criança: A divulgação científica para o público infanto-juvenil (2008), organização
- Transgênicos em debate : edição para jovens (2008), Luisa Massarani e Flávia Natércia
- Cartilha Carlos Chagas: a ciência para combater doenças tropicais (2009), Simone Petraglia Kropf e Luisa Massarani
- Se Eu Fosse... Um bicho, uma planta ou até um objeto, minha vida seria muito diferente (2016), Luisa Massarani

## Prêmios
- Vencedora da 14ª edição Troféu Mulher IMPRENSA na categoria Educação (Contribuição acadêmica ao jornalismo), em 2020;[7]
- Prêmio Jabuti, 2017 - 2º lugar categoria infantil com o livro "Se Eu Fosse... Um bicho, uma planta ou até um objeto, minha vida seria muito diferente";[8]
- Prêmio José Reis de Divulgação Científica, 2016;[9]
- Prêmio Mercosul de Ciência e Tecnologia, categoria Integração, em 2014.[10]